# معسكرات الاعتقال النازية
أقامت ألمانيا معسكرات اعتقال أو دولاج (بالألمانية: Konzentrationslager أو KZ) في جميع المناطق التي فرضت سيطرتها عليها. وقد جرى توسيع أول معسكر اعتقال نازي في ألمانيا النازية على نحو بالغ بعد حريق الرايخستاج الذي حدث سنة 1933، وكان الهدف من إنشائه هو احتجاز السجناء السياسيين ومعارضي النظام. واستعير هذا المصطلح من معسكرات الاعتقال البريطانية التي أقيمت أثناء حرب الإنجليز والبوير الثانية.
وقد تضاعف عدد المخيمات أربع مرات بين سنة 1939 وسنة 1942 ليصل إلى 300 أو يزيد، حيث كان يُسجن فيها العمال العبيد من مختلف أنحاء أوروبا واليهود والسجناء السياسيون والمجرمون والمثليين جنسيًا والغجر والمرضى العقليون والمعاقين وغيرهم، وكان هذا يتم في الأعم دون أي إجراء قانوني. ومعسكرات الاعتقال (المشار إليها في هذه المقالة) يفرق علماء الهولوكوست بينها وبين معسكرات الإبادة التي أقامها النازيون لإجراء عمليات قتل جماعي على نطاق صناعي للغيتو اليهودي بالدرجة الأولى وسكان معسكرات الاعتقال.

## الإحصاءات
كان هناك 27 معسكرًا رئيسيًا، ووفقًا لتقديرات المؤرخ نيكولاوس واكسمان، أكثر من 1100 معسكر فرعي. هذا رقم تراكمي يشمل جميع المعسكرات الفرعية التي كانت موجودة في وقت ما؛ وتقدر المؤرخة كارين أورث عدد المعسكرات الفرعية ب186 معسكرًا في نهاية عام 1943، و341 معسكرًا أو أكثر في يونيو 1944، و662 معسكرًا على الأقل في يناير 1945.
كانت المعسكرات مركزة في ألمانيا قبل الحرب، وبدرجة أقل في الأراضي التي ضمتها. لم يتم بناء أي معسكرات على أراضي حلفاء ألمانيا الذين تمتعوا باستقلال اسمي فقط. كان كل معسكر يضم إما رجالًا أو نساء أو سكانًا مختلطين. كانت معسكرات النساء مخصصة في الغالب لإنتاج الأسلحة وتقع بشكل أساسي في شمال ألمانيا، تورينغن، أو سوديتنلاند، بينما كانت معسكرات الرجال موزعة جغرافيًا على نطاق أوسع. انخفض الفصل بين الجنسين خلال الحرب، وسادت المعسكرات المختلطة خارج حدود ألمانيا قبل الحرب.
كان هناك حوالي 1.65 مليون شخص مسجلين كسجناء في المعسكرات، منهم، وفقًا لواغنر، ما يقرب من مليون شخص ماتوا أثناء سجنهم. يقدر المؤرخ آدم توز عدد الناجين بما لا يزيد عن 475,000 شخص، محسوبًا أن ما لا يقل عن 1.1 مليون من السجناء المسجلين قد ماتوا. وفقًا لتقديراته، كان ما لا يقل عن 800,000 من السجناء المقتولين غير اليهود. بالإضافة إلى السجناء المسجلين الذين لقوا حتفهم، تم قتل مليون يهودي بالغاز عند وصولهم إلى أوشفيتس؛ وبإضافة هؤلاء الضحايا، يقدر إجمالي عدد القتلى بما يتراوح بين 1.8 مليون إلى أكثر من مليوني شخص. وقعت معظم الوفيات خلال النصف الثاني من الحرب العالمية الثانية، بما في ذلك ما لا يقل عن ثلث السجناء البالغ عددهم 700 ألف سجين الذين تم تسجيلهم في يناير 1945 قبل أقل من 4 اشهر من انتهاء الحرب العالمية الثانية.

## وصلات خارجية
- The World of the Camps: Labor and Concentration Camps on the Yad Vashem website
- Pages show pictures and videos of the day taken at places connected with World War II (Second World War)
- Yad VaShem—The Holocaust Martyrs' and Heroes' Remembrance Authority
- United States Holocaust Memorial Museum Personal Histories - Camps at United States Holocaust Memorial Museum
- The Holocaust History Project
- Official U.S. National Archive Footage of Nazi camps
- Concentration Camps at Jewish Virtual Library
- Memory of the Camps, as shown by PBS Frontline
- Podcast with one of 2,000 Danish policemen in Buchenwald
- Nazi Concentration Camp Page with links to original documents